# Tensor de energía-impulso electromagnético
En física relativista, el tensor de energía-impulso electromagnético es la contribución al tensor de energía-impulso debido al campo electromagnético. El tensor describe el flujo de energía y momento electromagnético en espacio-tiempo. En particular, este tensor contiene el tensor de tensión de Maxwell clásico que gobierna las interacciones electromagnéticas.

## Definición

### Unidades SI
En espacio plano las unidades del tensor son:
{\displaystyle T^{\mu \nu }={\frac {1}{\mu _{0}}}\left[F^{\mu \alpha }F^{\nu }{}_{\alpha }-{\frac {1}{4}}\eta ^{\mu \nu }F_{\alpha \beta }F^{\alpha \beta }\right]\,.}
Dónde {\displaystyle F^{\mu \nu }} es el tensor electromagnético y donde {\displaystyle \eta _{\mu \nu }}
es el tensor métrico de Minkowski de firma métrica (−+++). Cuándo se utiliza la métrica con firma (+−−−), la expresión para {\displaystyle T^{\mu \nu }} tendrá signo opuesto.
Explícitamente en forma matricial:
{\displaystyle T^{\mu \nu }={\begin{bmatrix}{\frac {1}{2}}\left(\epsilon _{0}E^{2}+{\frac {1}{\mu _{0}}}B^{2}\right)&S_{\text{x}}/c&S_{\text{y}}/c&S_{\text{z}}/c\\S_{\text{x}}/c&-\sigma _{xx}&-\sigma _{\text{xy}}&-\sigma _{\text{xz}}\\S_{\text{y}}/c&-\sigma _{yx}&-\sigma _{\text{yy}}&-\sigma _{\text{yz}}\\S_{\text{z}}/c&-\sigma _{zx}&-\sigma _{\text{zy}}&-\sigma _{\text{zz}}\end{bmatrix}},}

Dónde
{\displaystyle \mathbf {S} ={\frac {1}{\mu _{0}}}\mathbf {E} \times \mathbf {B} ,}
Es el vector de Poynting,
{\displaystyle \sigma _{ij}=\epsilon _{0}E_{i}E_{j}+{\frac {1}{\mu _{0}}}B_{i}B_{j}-{\frac {1}{2}}\left(\epsilon _{0}E^{2}+{\frac {1}{\mu _{0}}}B^{2}\right)\delta _{ij}}
Es el tensor de tensión de Maxwell, y c es la velocidad de la luz. Así, {\displaystyle T^{\mu \nu }} está expresado y medido en SI unidades de presión (pascales).

### Unidades CGS
La permitividad eléctrica y permeabilidad magnética del espacio libres en las unidades CGS-Gaussianas son
{\displaystyle \epsilon _{0}={\frac {1}{4\pi }},\quad \mu _{0}=4\pi \,}
Por tanto:
{\displaystyle T^{\mu \nu }={\frac {1}{4\pi }}[F^{\mu \alpha }F^{\nu }{}_{\alpha }-{\frac {1}{4}}\eta ^{\mu \nu }F_{\alpha \beta }F^{\alpha \beta }]\,.}
Y en forma matricial explícita:
{\displaystyle T^{\mu \nu }={\begin{bmatrix}{\frac {1}{8\pi }}(E^{2}+B^{2})&S_{\text{x}}/c&S_{\text{y}}/c&S_{\text{z}}/c\\S_{x}/c&-\sigma _{\text{xx}}&-\sigma _{\text{xy}}&-\sigma _{\text{xz}}\\S_{\text{y}}/c&-\sigma _{\text{yx}}&-\sigma _{\text{yy}}&-\sigma _{\text{yz}}\\S_{\text{z}}/c&-\sigma _{\text{zx}}&-\sigma _{\text{zy}}&-\sigma _{\text{zz}}\end{bmatrix}}}

Dónde el vector de Poynting  se expresa como:
{\displaystyle \mathbf {S} ={\frac {c}{4\pi }}\mathbf {E} \times \mathbf {B} .}
El tensor de energía–impulso para un campo electromagnético en un medio dieléctrico es menos bien entendido y es el tema de la controversia Abraham–Minkowski todavía irresoluta.
El elemento {\displaystyle T^{\mu \nu }\!} del tensor de impulso-energía representa el flujo del μ-ésimo componente del cuatro-momento del campo electromagnético, {\displaystyle P^{\mu }\!}, pasando por un hiperplano ({\displaystyle x^{\nu }} es constante). Representa la contribución de electromagnetismo a la fuente del campo gravitacional (curvatura de espacio–tiempo) en la relatividad general.

## Propiedades algebraicas
El tensor de energía-impulso electromagnético tiene varias propiedades algebraicas:
- Es un tensor simétrico:

{\displaystyle T^{\mu \nu }=T^{\nu \mu }}
- El tensor {\displaystyle T^{\nu }{}_{\alpha }} es de traza cero: :{\displaystyle T^{\alpha }{}_{\alpha }=0}.

- La densidad de energía está definida positivamente:

{\displaystyle T^{00}\geq 0}
La simetría del tensor es común a cualquier tensor de impulso-energía de la relatividad general, la traza cero se debe a que el fotón carece de masa.

## Leyes de conservación
El tensor de energía-impulso permite escribir de una manera compacta las leyes de conservación de energía y momento.
La divergencia del tensor de energía-impulso electromagnético es:
{\displaystyle \partial _{\nu }T^{\mu \nu }+\eta ^{\mu \rho }\,f_{\rho }=0\,}
Dónde {\displaystyle f_{\rho }} es la (4D) Fuerza de Lorentz por unidad de volumen 
Esta ecuación es equivalente a las siguientes leyes de conservación en 4D:
{\displaystyle {\frac {\partial u_{\mathrm {em} }}{\partial t}}+\mathbf {\nabla } \cdot \mathbf {S} +\mathbf {J} \cdot \mathbf {E} =0\,}
{\displaystyle {\frac {\partial \mathbf {p} _{\mathrm {em} }}{\partial t}}-\mathbf {\nabla } \cdot \sigma +\rho \mathbf {E} +\mathbf {J} \times \mathbf {B} =0\,} (or equivalently {\displaystyle \mathbf {f} +\epsilon _{0}\mu _{0}{\frac {\partial \mathbf {S} }{\partial t}}\,=\nabla \cdot \mathbf {\sigma } } with {\displaystyle \mathbf {f} } siendo f la densidad de fuerza del Lorentz).
Siendo la densidad de energía electromagnética:
{\displaystyle u_{\mathrm {em} }={\frac {\epsilon _{0}}{2}}E^{2}+{\frac {1}{2\mu _{0}}}B^{2}\,}
Y la densidad de momento electromagnético:
{\displaystyle \mathbf {p} _{\mathrm {em} }={\mathbf {S}  \over {c^{2}}}}
Dónde J es la densidad actual eléctrica y ρ la densidad de carga eléctrica.

## Transformación de la densidad de energía y momento electromagnéticos
Sea {\displaystyle \mathbf {T} =T^{0\nu }\,} el cuatro-vector con la densidad de energía y momento electromagnético medido desde el sistema de referencia A, desde el que medimos el campo electromagnético, la 4-energía medida desde el sistema de referencia inercial B, que se mueve con velocidad v respecto a A, debe obtenerse como:
{\displaystyle \mathbf {T'} =T'^{0\nu }\,} Siendo {\displaystyle T'^{0\nu }\,} el tensor de energía-impulso electromagnético obtenido desde B tras hacer una transformación del campo electromagnético. Este valor no es equivalente a realizar un boost a T puesto que el elemento de volumen también dV se transformará.
Sea el cuatro vector de tiempo puro u=[1,0,0,0], este vector es perpendicular a la [hipersuperficie] que representa un volumen en el espacio tiempo, al transformar {\displaystyle \mathbf {T} dV} debe transformarse no solo el tensor de impulso-energía sino también el vector perpendicular al elemento de volumen de manera que lo que se obtiene es que:
{\displaystyle boost(\mathbf {T} )=boost(T^{\mu \nu })*boost(u)=T^{\mu \nu }u_{\mu }}
Entendiéndose por boost la función que transforma un cuatro-vector de un sistema de referencia a otro.